# كسر عقبي
الكسر العَقِبي (بالإنجليزية: calcaneal fracture)‏ هو كسر في العقِبي (عظم العَقِب). تتضمن الأعراض ألمًا، وعسرًا في الحركة، وتكدمًا، وتشوهًا في العَقِب، كما قد ترتبط الكسور مع كسر في الورك أو في الحبل الشوكي.

## العلامات والأعراض
يعتبر الألم في منطقة الكعب العرض الأشيع للكسر، خاصةً عند لمس الكعب أو الضغط عليه. يملك المرضى عادةً قصة تلقي أذية رضية حديثة على المنطقة أو قصة سقوط من شاهق. تتضمن الأعراض الممكنة الأخرى: عدم القدرة على تحمل الوزن على القدم المصابة وتحدد حركة القدم والعرج. بالتأمل، يلاحظ الفاحص تورم المنطقة واحمرارها وقد يرى ورم دموي. يطلق على الورم الدموي الممتد إلى أخمص القدم «علامة موندور»، وهي علامة مميزة للكسر العقبي. قد يتضخم الكعب مع تشكل وذمة مرافقة نتيجة خلع الحدود العقبية الجانبية. يجب تقييم إصابة الأنسجة الرخوة لارتباطها بمضاعفات خطيرة (انظر أدناه).

### المضاعفات
يعد تقييم مشاركة الأنسجة الرخوة أهم جانب في الفحص السريري، نظرًا لتأثيرها على النتيجة النهائية للمرض. قد تصاب القرحات الجلدية بالعدوى في حال تأخر العناية الطبية، ما قد يؤدي لتطور التهاب لفافة ناخر أو التهاب عظم ونقي، وهذا قد يسبب تلف دائم للعضلات أو العظام. بالإضافة لذلك، يجب أيضًا تحري إصابة الأربطة والأوتار. تشاهد إصابة وتر أخيل في الكسور الخلفية (من النوع C). ترتبط الكسور العقبية بالسقوط من شاهق، ولهذا يجب تقييم الإصابات المصاحبة الأخرى. تحدث كسور انضغاط الفقرات لدى 10٪ تقريبًا من هؤلاء مرضى. في مثل هذه الحالات، يجب اتباع نهج سريري يركز على الأذيات، إذ يجب استبعاد إصابات الظنبوب والركبة وعظم الفخذ والورك والرأس باستخدام القصة السريرية والفحص البدني.

## الأسباب
تعزى الكسور العقبية إلى إجهاد القص المرتبط بقوى ضاغطة ومنحى دوراني (سور- 1975). ترتبط هذه القوى عادةً بالإصابات التي يسقط فيها الفرد من شاهق أو عند معاناته من حادث سير أو إجهاد عضلي؛ فقد تؤدي القوى الناجمة عن ذلك إلى الكسر الرضي. يسيء البعض تقدير دور هشاشة العظام ومرض السكري في حدوث الكسور العقبية.[بحاجة لمصدر]
لسوء الحظ، تعتبر الوقاية من السقوط وحوادث السيارات محدودة وتنطبق على حالات نادرة. يمكن تقليل خطر كسور الإجهاد العضلي من خلال تمارين الإطالة وتحمل الوزن، كتمارين القوة. بالإضافة إلى ذلك، تؤثر الأحذية على القوى المسببة للكسر، وقد تقي من حدوثه. أظهرت دراسة أجراها سالزلر عام 2012، أن الاستخدام المتزايد للأحذية البسيطة أو الركض بأقدام حافية، قد يؤدي إلى مجموعة متنوعة من كسور الإجهاد بما في ذلك كسور العقب.[بحاجة لمصدر]

### هشاشة العظام
تقل كثافة المعادن في العظام مع تقدم العمر. يمكن الوقاية من هشاشة العظام بتناول كمية كافية من فيتامين ج وفيتامين د، إلى جانب ممارسة الرياضة وتجنب التدخين. في دراسة أجراها شينغ وآخرون في عام 1997، لاحظ الباحثون ارتباط ارتفاع كثافة العظام مع انخفاض خطر الإصابة بالكسور العقبية.

### الداء السكري
في عام 1991، أظهرت دراسة كاثول وجود علاقة بين كسور العقب القلعية المرضية (كسر يزيل فيه وتر أخيل جزءًا من العظم أثناء رجوعه) ومرض السكري. يرتفع لدى مرضى السكري خطر التعرض للكسور وتطور بعض المضاعفات المحتملة والإنتان، ما قد يؤدي إلى بتر الطرف في النهاية. يمكن السيطرة على الداء السكري والوقاية منه باتباع نظام غذائي صحي وممارسة الرياضة.